# 1205
Portal Geschichte | Portal Biografien | Aktuelle Ereignisse | Jahreskalender | Tagesartikel

◄ |
12. Jahrhundert |
13. Jahrhundert
| 14. Jahrhundert | ►

◄ |
1170er |
1180er |
1190er |
1200er
| 1210er | 1220er | 1230er | ►

◄◄ |
◄ |
1201 |
1202 |
1203 |
1204 |
1205
| 1206 | 1207 | 1208 | 1209 | ► | ►►
Staatsoberhäupter  · Nekrolog
| Januar | Januar | Januar | Januar | Januar | Januar | Januar | Januar |
| Kw     | Mo     | Di     | Mi     | Do     | Fr     | Sa     | So     |
| ------ | ------ | ------ | ------ | ------ | ------ | ------ | ------ |
| 53     |        |        |        |        |        | 1      | 2      |
| 1      | 3      | 4      | 5      | 6      | 7      | 8      | 9      |
| 2      | 10     | 11     | 12     | 13     | 14     | 15     | 16     |
| 3      | 17     | 18     | 19     | 20     | 21     | 22     | 23     |
| 4      | 24     | 25     | 26     | 27     | 28     | 29     | 30     |
| 5      | 31     |        |        |        |        |        |        |

| Februar | Februar | Februar | Februar | Februar | Februar | Februar | Februar |
| Kw      | Mo      | Di      | Mi      | Do      | Fr      | Sa      | So      |
| ------- | ------- | ------- | ------- | ------- | ------- | ------- | ------- |
| 5       |         | 1       | 2       | 3       | 4       | 5       | 6       |
| 6       | 7       | 8       | 9       | 10      | 11      | 12      | 13      |
| 7       | 14      | 15      | 16      | 17      | 18      | 19      | 20      |
| 8       | 21      | 22      | 23      | 24      | 25      | 26      | 27      |
| 9       | 28      |         |         |         |         |         |         |

| März | März | März | März | März | März | März | März |
| Kw   | Mo   | Di   | Mi   | Do   | Fr   | Sa   | So   |
| ---- | ---- | ---- | ---- | ---- | ---- | ---- | ---- |
| 9    |      | 1    | 2    | 3    | 4    | 5    | 6    |
| 10   | 7    | 8    | 9    | 10   | 11   | 12   | 13   |
| 11   | 14   | 15   | 16   | 17   | 18   | 19   | 20   |
| 12   | 21   | 22   | 23   | 24   | 25   | 26   | 27   |
| 13   | 28   | 29   | 30   | 31   |      |      |      |

| April | April | April | April | April | April | April | April |
| Kw    | Mo    | Di    | Mi    | Do    | Fr    | Sa    | So    |
| ----- | ----- | ----- | ----- | ----- | ----- | ----- | ----- |
| 13    |       |       |       |       | 1     | 2     | 3     |
| 14    | 4     | 5     | 6     | 7     | 8     | 9     | 10    |
| 15    | 11    | 12    | 13    | 14    | 15    | 16    | 17    |
| 16    | 18    | 19    | 20    | 21    | 22    | 23    | 24    |
| 17    | 25    | 26    | 27    | 28    | 29    | 30    |       |

| Mai | Mai | Mai | Mai | Mai | Mai | Mai | Mai |
| Kw  | Mo  | Di  | Mi  | Do  | Fr  | Sa  | So  |
| --- | --- | --- | --- | --- | --- | --- | --- |
| 17  |     |     |     |     |     |     | 1   |
| 18  | 2   | 3   | 4   | 5   | 6   | 7   | 8   |
| 19  | 9   | 10  | 11  | 12  | 13  | 14  | 15  |
| 20  | 16  | 17  | 18  | 19  | 20  | 21  | 22  |
| 21  | 23  | 24  | 25  | 26  | 27  | 28  | 29  |
| 22  | 30  | 31  |     |     |     |     |     |

| Juni | Juni | Juni | Juni | Juni | Juni | Juni | Juni |
| Kw   | Mo   | Di   | Mi   | Do   | Fr   | Sa   | So   |
| ---- | ---- | ---- | ---- | ---- | ---- | ---- | ---- |
| 22   |      |      | 1    | 2    | 3    | 4    | 5    |
| 23   | 6    | 7    | 8    | 9    | 10   | 11   | 12   |
| 24   | 13   | 14   | 15   | 16   | 17   | 18   | 19   |
| 25   | 20   | 21   | 22   | 23   | 24   | 25   | 26   |
| 26   | 27   | 28   | 29   | 30   |      |      |      |

| Juli | Juli | Juli | Juli | Juli | Juli | Juli | Juli |
| Kw   | Mo   | Di   | Mi   | Do   | Fr   | Sa   | So   |
| ---- | ---- | ---- | ---- | ---- | ---- | ---- | ---- |
| 26   |      |      |      |      | 1    | 2    | 3    |
| 27   | 4    | 5    | 6    | 7    | 8    | 9    | 10   |
| 28   | 11   | 12   | 13   | 14   | 15   | 16   | 17   |
| 29   | 18   | 19   | 20   | 21   | 22   | 23   | 24   |
| 30   | 25   | 26   | 27   | 28   | 29   | 30   | 31   |

| August | August | August | August | August | August | August | August |
| Kw     | Mo     | Di     | Mi     | Do     | Fr     | Sa     | So     |
| ------ | ------ | ------ | ------ | ------ | ------ | ------ | ------ |
| 31     | 1      | 2      | 3      | 4      | 5      | 6      | 7      |
| 32     | 8      | 9      | 10     | 11     | 12     | 13     | 14     |
| 33     | 15     | 16     | 17     | 18     | 19     | 20     | 21     |
| 34     | 22     | 23     | 24     | 25     | 26     | 27     | 28     |
| 35     | 29     | 30     | 31     |        |        |        |        |

| September | September | September | September | September | September | September | September |
| Kw        | Mo        | Di        | Mi        | Do        | Fr        | Sa        | So        |
| --------- | --------- | --------- | --------- | --------- | --------- | --------- | --------- |
| 35        |           |           |           | 1         | 2         | 3         | 4         |
| 36        | 5         | 6         | 7         | 8         | 9         | 10        | 11        |
| 37        | 12        | 13        | 14        | 15        | 16        | 17        | 18        |
| 38        | 19        | 20        | 21        | 22        | 23        | 24        | 25        |
| 39        | 26        | 27        | 28        | 29        | 30        |           |           |

| Oktober | Oktober | Oktober | Oktober | Oktober | Oktober | Oktober | Oktober |
| Kw      | Mo      | Di      | Mi      | Do      | Fr      | Sa      | So      |
| ------- | ------- | ------- | ------- | ------- | ------- | ------- | ------- |
| 39      |         |         |         |         |         | 1       | 2       |
| 40      | 3       | 4       | 5       | 6       | 7       | 8       | 9       |
| 41      | 10      | 11      | 12      | 13      | 14      | 15      | 16      |
| 42      | 17      | 18      | 19      | 20      | 21      | 22      | 23      |
| 43      | 24      | 25      | 26      | 27      | 28      | 29      | 30      |
| 44      | 31      |         |         |         |         |         |         |

| November | November | November | November | November | November | November | November |
| Kw       | Mo       | Di       | Mi       | Do       | Fr       | Sa       | So       |
| -------- | -------- | -------- | -------- | -------- | -------- | -------- | -------- |
| 44       |          | 1        | 2        | 3        | 4        | 5        | 6        |
| 45       | 7        | 8        | 9        | 10       | 11       | 12       | 13       |
| 46       | 14       | 15       | 16       | 17       | 18       | 19       | 20       |
| 47       | 21       | 22       | 23       | 24       | 25       | 26       | 27       |
| 48       | 28       | 29       | 30       |          |          |          |          |

| Dezember | Dezember | Dezember | Dezember | Dezember | Dezember | Dezember | Dezember |
| Kw       | Mo       | Di       | Mi       | Do       | Fr       | Sa       | So       |
| -------- | -------- | -------- | -------- | -------- | -------- | -------- | -------- |
| 48       |          |          |          | 1        | 2        | 3        | 4        |
| 49       | 5        | 6        | 7        | 8        | 9        | 10       | 11       |
| 50       | 12       | 13       | 14       | 15       | 16       | 17       | 18       |
| 51       | 19       | 20       | 21       | 22       | 23       | 24       | 25       |
| 52       | 26       | 27       | 28       | 29       | 30       | 31       |          |

| Januar | Januar | Januar | Januar | Januar | Januar | Januar | Januar |
| Kw     | Mo     | Di     | Mi     | Do     | Fr     | Sa     | So     |
| ------ | ------ | ------ | ------ | ------ | ------ | ------ | ------ |
| 53     |        |        |        |        |        | 1      | 2      |
| 1      | 3      | 4      | 5      | 6      | 7      | 8      | 9      |
| 2      | 10     | 11     | 12     | 13     | 14     | 15     | 16     |
| 3      | 17     | 18     | 19     | 20     | 21     | 22     | 23     |
| 4      | 24     | 25     | 26     | 27     | 28     | 29     | 30     |
| 5      | 31     |        |        |        |        |        |        |

| Februar | Februar | Februar | Februar | Februar | Februar | Februar | Februar |
| Kw      | Mo      | Di      | Mi      | Do      | Fr      | Sa      | So      |
| ------- | ------- | ------- | ------- | ------- | ------- | ------- | ------- |
| 5       |         | 1       | 2       | 3       | 4       | 5       | 6       |
| 6       | 7       | 8       | 9       | 10      | 11      | 12      | 13      |
| 7       | 14      | 15      | 16      | 17      | 18      | 19      | 20      |
| 8       | 21      | 22      | 23      | 24      | 25      | 26      | 27      |
| 9       | 28      |         |         |         |         |         |         |

| März | März | März | März | März | März | März | März |
| Kw   | Mo   | Di   | Mi   | Do   | Fr   | Sa   | So   |
| ---- | ---- | ---- | ---- | ---- | ---- | ---- | ---- |
| 9    |      | 1    | 2    | 3    | 4    | 5    | 6    |
| 10   | 7    | 8    | 9    | 10   | 11   | 12   | 13   |
| 11   | 14   | 15   | 16   | 17   | 18   | 19   | 20   |
| 12   | 21   | 22   | 23   | 24   | 25   | 26   | 27   |
| 13   | 28   | 29   | 30   | 31   |      |      |      |

| April | April | April | April | April | April | April | April |
| Kw    | Mo    | Di    | Mi    | Do    | Fr    | Sa    | So    |
| ----- | ----- | ----- | ----- | ----- | ----- | ----- | ----- |
| 13    |       |       |       |       | 1     | 2     | 3     |
| 14    | 4     | 5     | 6     | 7     | 8     | 9     | 10    |
| 15    | 11    | 12    | 13    | 14    | 15    | 16    | 17    |
| 16    | 18    | 19    | 20    | 21    | 22    | 23    | 24    |
| 17    | 25    | 26    | 27    | 28    | 29    | 30    |       |

| Mai | Mai | Mai | Mai | Mai | Mai | Mai | Mai |
| Kw  | Mo  | Di  | Mi  | Do  | Fr  | Sa  | So  |
| --- | --- | --- | --- | --- | --- | --- | --- |
| 17  |     |     |     |     |     |     | 1   |
| 18  | 2   | 3   | 4   | 5   | 6   | 7   | 8   |
| 19  | 9   | 10  | 11  | 12  | 13  | 14  | 15  |
| 20  | 16  | 17  | 18  | 19  | 20  | 21  | 22  |
| 21  | 23  | 24  | 25  | 26  | 27  | 28  | 29  |
| 22  | 30  | 31  |     |     |     |     |     |

| Juni | Juni | Juni | Juni | Juni | Juni | Juni | Juni |
| Kw   | Mo   | Di   | Mi   | Do   | Fr   | Sa   | So   |
| ---- | ---- | ---- | ---- | ---- | ---- | ---- | ---- |
| 22   |      |      | 1    | 2    | 3    | 4    | 5    |
| 23   | 6    | 7    | 8    | 9    | 10   | 11   | 12   |
| 24   | 13   | 14   | 15   | 16   | 17   | 18   | 19   |
| 25   | 20   | 21   | 22   | 23   | 24   | 25   | 26   |
| 26   | 27   | 28   | 29   | 30   |      |      |      |

| Juli | Juli | Juli | Juli | Juli | Juli | Juli | Juli |
| Kw   | Mo   | Di   | Mi   | Do   | Fr   | Sa   | So   |
| ---- | ---- | ---- | ---- | ---- | ---- | ---- | ---- |
| 26   |      |      |      |      | 1    | 2    | 3    |
| 27   | 4    | 5    | 6    | 7    | 8    | 9    | 10   |
| 28   | 11   | 12   | 13   | 14   | 15   | 16   | 17   |
| 29   | 18   | 19   | 20   | 21   | 22   | 23   | 24   |
| 30   | 25   | 26   | 27   | 28   | 29   | 30   | 31   |

| August | August | August | August | August | August | August | August |
| Kw     | Mo     | Di     | Mi     | Do     | Fr     | Sa     | So     |
| ------ | ------ | ------ | ------ | ------ | ------ | ------ | ------ |
| 31     | 1      | 2      | 3      | 4      | 5      | 6      | 7      |
| 32     | 8      | 9      | 10     | 11     | 12     | 13     | 14     |
| 33     | 15     | 16     | 17     | 18     | 19     | 20     | 21     |
| 34     | 22     | 23     | 24     | 25     | 26     | 27     | 28     |
| 35     | 29     | 30     | 31     |        |        |        |        |

| September | September | September | September | September | September | September | September |
| Kw        | Mo        | Di        | Mi        | Do        | Fr        | Sa        | So        |
| --------- | --------- | --------- | --------- | --------- | --------- | --------- | --------- |
| 35        |           |           |           | 1         | 2         | 3         | 4         |
| 36        | 5         | 6         | 7         | 8         | 9         | 10        | 11        |
| 37        | 12        | 13        | 14        | 15        | 16        | 17        | 18        |
| 38        | 19        | 20        | 21        | 22        | 23        | 24        | 25        |
| 39        | 26        | 27        | 28        | 29        | 30        |           |           |

| Oktober | Oktober | Oktober | Oktober | Oktober | Oktober | Oktober | Oktober |
| Kw      | Mo      | Di      | Mi      | Do      | Fr      | Sa      | So      |
| ------- | ------- | ------- | ------- | ------- | ------- | ------- | ------- |
| 39      |         |         |         |         |         | 1       | 2       |
| 40      | 3       | 4       | 5       | 6       | 7       | 8       | 9       |
| 41      | 10      | 11      | 12      | 13      | 14      | 15      | 16      |
| 42      | 17      | 18      | 19      | 20      | 21      | 22      | 23      |
| 43      | 24      | 25      | 26      | 27      | 28      | 29      | 30      |
| 44      | 31      |         |         |         |         |         |         |

| November | November | November | November | November | November | November | November |
| Kw       | Mo       | Di       | Mi       | Do       | Fr       | Sa       | So       |
| -------- | -------- | -------- | -------- | -------- | -------- | -------- | -------- |
| 44       |          | 1        | 2        | 3        | 4        | 5        | 6        |
| 45       | 7        | 8        | 9        | 10       | 11       | 12       | 13       |
| 46       | 14       | 15       | 16       | 17       | 18       | 19       | 20       |
| 47       | 21       | 22       | 23       | 24       | 25       | 26       | 27       |
| 48       | 28       | 29       | 30       |          |          |          |          |

| Dezember | Dezember | Dezember | Dezember | Dezember | Dezember | Dezember | Dezember |
| Kw       | Mo       | Di       | Mi       | Do       | Fr       | Sa       | So       |
| -------- | -------- | -------- | -------- | -------- | -------- | -------- | -------- |
| 48       |          |          |          | 1        | 2        | 3        | 4        |
| 49       | 5        | 6        | 7        | 8        | 9        | 10       | 11       |
| 50       | 12       | 13       | 14       | 15       | 16       | 17       | 18       |
| 51       | 19       | 20       | 21       | 22       | 23       | 24       | 25       |
| 52       | 26       | 27       | 28       | 29       | 30       | 31       |          |

## Ereignisse

### Politik und Weltgeschehen

#### Heiliges Römisches Reich
- 6. Januar: Deutscher Thronstreit: Nachdem er sich von Otto von Braunschweig abgewandt hat, krönt der Kölner Erzbischof Adolf von Altena Philipp von Schwaben in Aachen zum römisch-deutschen König.
- 19. Juli: Papst Innozenz III. belegt Adolf von Altena mit dem Kirchenbann und erklärt ihn als Erzbischof von Köln für abgesetzt.
- 25. Juli: Bruno IV. von Sayn wird zum Erzbischof von Köln gewählt. Da die Mehrheit der Bevölkerung jedoch am abgesetzten Adolf festhält, hat er Schwierigkeiten, beim Klerus Unterstützung zu finden.

#### Vierter Kreuzzug
- 19. März: Der lateinische Kaiser Balduin I. und sein Bruder Heinrich können einen Angriff des exilierten byzantinischen Kaisers Konstantin (XI.) Laskaris bei Adramyttion abwehren, wobei letzterer ums Leben kommt. Sein Bruder Theodor I. Laskaris wird daraufhin noch im selben Jahr zum Kaiser ausgerufen.
- Byzantinische Adelige bieten dem bulgarischen Zaren Kalojan die Kaiserkrone an, wenn er gegen das Lateinische Kaiserreich vorgeht. Dieser besetzt daraufhin die Stadt Adrianopel.
- 29. März: Kreuzritter des Lateinischen Kaiserreichs beginnen mit der Belagerung von Adrianopel.

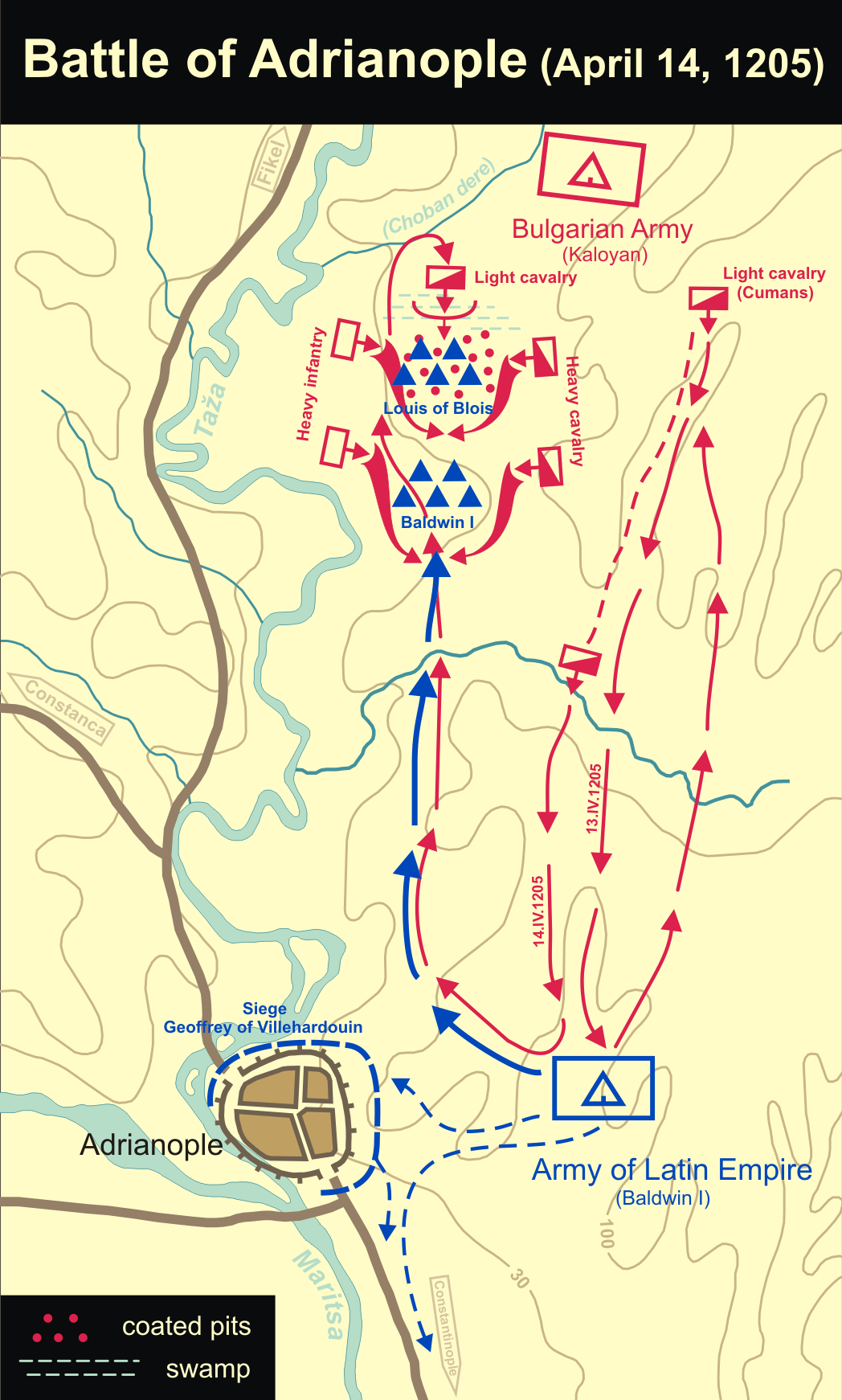
Karte der Schlacht von Adrianopel

- 14. April: Schlacht von Adrianopel: Bulgaren unter Kalojan besiegen die Belagerer des Lateinischen Kaiserreiches unter Balduin von Flandern vernichtend. Kaiser Balduin wird gefangen genommen und geblendet. Er stirbt in bulgarischer Gefangenschaft in Tarnowo. Der venezianische Doge Enrico Dandolo kann entkommen, wird aber in der Schlacht so schwer verwundet, dass er am 5. Juni in Konstantinopel stirbt.
- Da das Schicksal Balduins unbekannt ist, wird sein Bruder Heinrich zum Regenten erhoben.
- Kalojan erobert im Lauf des Sommers weite Teile Thrakiens. Ein Aufstand in Philippopel unter Alexios Aspietes wird im Juni blutig niedergeschlagen.
- Frühsommer: Der fränkische Ritter Wilhelm von Champlitte landet gemeinsam mit Gottfried I. von Villehardouin an der Westküste der Morea (Peloponnes). Sie besetzen Patras und Andravida, Korinth und Argos. Wilhelm besiegt ortsansässige Griechen in der Schlacht im Olivenhain von Kountouras und gründet das Fürstentum Achaia.
- 5. August: Pietro Ziani wird als Nachfolger von Enrico Dandolo zum Dogen von Venedig gewählt.
- Die Herrschaft von Negroponte auf Euböa wird gegründet. Bonifatius von Montferrat vertraut seinem Gefolgsmann Jacques d’Avesnes die Herrschaft über die Insel an.
- Theodor I. Laskaris erobert die Gebiete des selbst proklamierten Gegenkaisers Theodoros Mankaphas um Philadelphia.

#### Kleinasien
- Kai Chosrau I. setzt seinen minderjährigen Neffen Kılıç Arslan III. und macht sich selbst zum zweiten Mal zum Sultan der Rum-Seldschuken. Im gleichen Jahr greift er das Kaiserreich Trapezunt unter Alexios I. an und erreicht so einen Zugang zum Schwarzen Meer. Danach beginnt er mit der Belagerung der Hauptstadt Trapezunt.

#### Königreich Zypern/Königreich Jerusalem
- 1. April: Nach dem Tod von Amalrich I. wird sein Sohn Hugo I. König von Zypern. Da Hugo bei der Thronbesteigung erst zehn Jahre alt ist, wird seinem Vetter Walter von Montbéliard, einem französischen Ritter, die Regentschaft übertragen.
- Isabella I. von Jerusalem stirbt nur kurze Zeit nach ihrem Mann Amalrich. Ihre Tochter aus erster Ehe Maria von Montferrat wird im Alter von 13 Jahren Königin von Jerusalem. Die Regentschaft übernimmt Johann von Ibelin, Herr von Beirut.

#### Ungarn/Kroatien
- 7. Mai: Durch den Tod des minderjährigen Ladislaus III., der sich seit dem Vorjahr mit seiner Mutter Konstanze von Aragón im Exil in Wien befindet, wird sein Onkel Andreas II. auch formell König von Ungarn, Kroatien, Dalmatien und Rama.

#### Weitere Ereignisse in Europa
- Französisch-Englischer Krieg von 1202 bis 1214: Der von Johann Ohneland geplante Feldzug zur Zurückgewinnung seiner Ländereien in der Normandie scheitert an der Weigerung der Barone, mit ihm über den Kanal zu setzen. Nur eine kleine Söldnertruppe unter William Longespée, 3. Earl of Salisbury, segelt schließlich nach La Rochelle und ins Poitou. Aufgrund des ausbleibenden Entsatzes aus England müssen die isolierten Burgen von Chinon und Loches bis zum Sommer vor den französischen Belagerungstruppen kapitulieren.
- November: In der Schlacht bei Älgarås in Schweden besiegt das Sverkergeschlecht unter Sverker II. das Eriksgeschlecht unter Erik Knutsson.
- Durch den Tod des lateinischen Kaisers Balduin in bulgarischer Gefangenschaft wird seine älteste Tochter Johanna im Alter von fünf Jahren aus eigenem Recht Gräfin von Flandern und Hennegau. Die Regentschaft übernimmt ihr Onkel Philipp I. von Namur.

### Wissenschaft und Technik

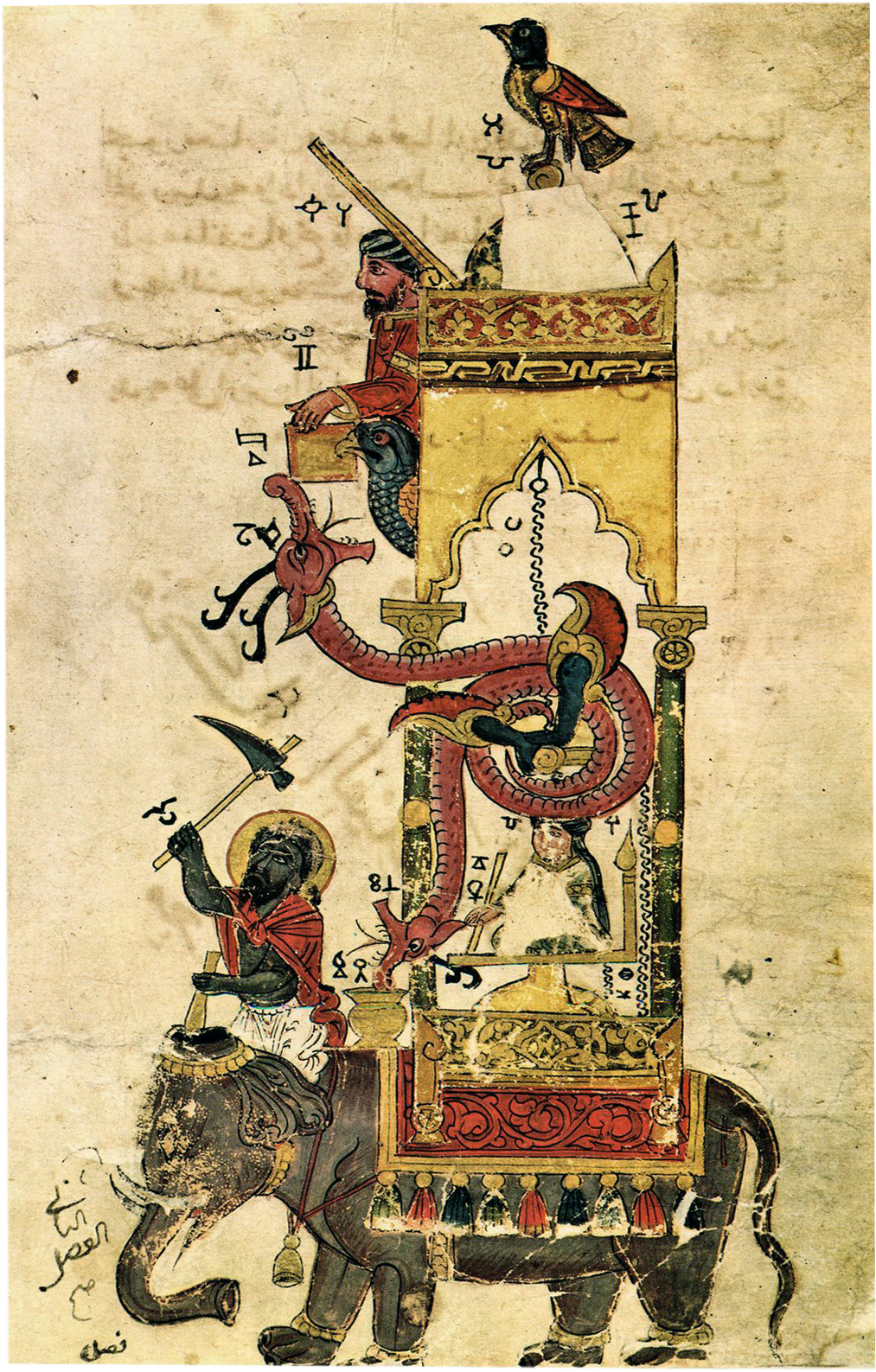
Die Elefantenuhr des al-Dschazarī; Abbildung um 1300, aus einer Abschrift seiner Schriften über Automaten

- um 1205: Al-Dschazarī, arabischer Ingenieur in den Diensten der turkmenischen Ortoqiden, verfasst sein Werk über mechanische Apparaturen, die Kitāb fī maʿrifat al-Hiyal al-handasīya (Buch des Wissens von sinnreichen mechanischen Vorrichtungen), das im westlichen Kulturbereich auch als Automata bekannt wird. Das reich illustrierte sechsteilige Werk enthält Konstruktions- und Funktionsbeschreibungen von Uhren, verschiedenen Gefäßen für Trinkgelage und Aderlass, Brunnen, Schöpfwerken und anderen Mechanismen wie Türen und Türschlössern, aber auch Vermessungsgeräten. Unter anderem beschreibt er darin die Elefantenuhr.

### Kultur
- um 1205: Gottfried von Straßburg beginnt sein unvollendet gebliebenes Versepos Tristan und Isolt.

### Religion
- Frühjahr: Der alte und blinde Eirik Ivarsson legt sein Amt als Erzbischof von Norwegen zurück. Zu seinem Nachfolger wird im Sommer der zunächst widerstrebende Tore Gudmundsson bestimmt.
- Die Bücher der Bibel werden durch Stephen Langton, Erzbischof von Canterbury, erstmals in Kapitel eingeteilt.
- um 1205: Thomasin von Zerklære steht als Kleriker in Diensten des Patriarchen von Aquileia, des Wolfger von Erla – Gönner Walthers von der Vogelweide und ehemals Bischof in Passau.

## Geboren

### Genaues Geburtsdatum unbekannt
- Mai/Juni: Beatrix von Schwaben (die Jüngere), Königin von Kastilien und León († 1235)
- Batu Khan, mongolischer Teilherrscher, Gründer und Khan der Goldenen Horde († 1255)
- Teodorico Borgognoni, italienischer Dominikaner, Bischof von Bitonto und Cervia sowie Chirurg und Veterinär († 1298)
- Paio Peres Correia, portugiesischer Ritter, Großmeister des Santiagoordens († 1275)
- Demetrius von Montferrat, König von Thessaloniki († 1230)
- Johan I. van der Leede, holländischer Edelmann († nach 1255)
- Michael II. Komnenos Dukas Angelos, Archon von Epirus und Ätolien († 1266/68)
- Raimund Berengar V., Graf von der Provence und Forcalquier († 1245)
- Raziah, Sultanin von Delhi († 1240)
- Song Lizong, Kaiser der Song-Dynastie in China († 1264)
- Sosteneus di Sostegno (Gerardino), italienischer Heiliger, Ordensgründer († 1282)
- Walter IV., Graf von Brienne und Jaffa († 1246)

### Geboren um 1205
- Azzo VII. d’Este, Markgraf von Ferrara († 1264)
- Peter de Montfort, englischer Magnat († 1265)
- William de Vesci, englischer Adeliger († 1253)

## Gestorben

### Todesdatum gesichert
- 08. März: Otto I., Graf von Lebenau
- 19. März: Fujiwara no Takanobu, japanischer Maler (* 1142)
- 19. März: Konstantin XI. Laskaris, Kaiser des Byzantinischen Reichs in Nikaia (* um 1170)
- 01. April: Amalrich I., König von Zypern und Jerusalem (* 1145)
- 14. April: Garnier de Traînel, Bischof von Troyes
- 14. April: Ludwig, Graf von Blois, Chartres und Châteaudun (* um 1171)
- 14. April: Stephan von Le Perche, französischer Kreuzritter
- 07. Mai: Ladislaus III., König von Ungarn, Kroatien, Dalmatien und Rama (* 1199 oder 1201)
- 29. Mai: Rudolf I., Bischof von Verden
- 01. Juni: Enrico Dandolo, 41. Doge von Venedig (* um 1107)
- 14. Juni: Walter III., Graf von Brienne, Fürst von Tarent und Graf von Lecce
- 03. Juli: Wilhelm von Saillon, Bischof von Sitten
- 04. Juli: Otto II., Markgraf von Brandenburg aus dem Geschlecht der Askanier
- 13. Juli: Hubert Walter, Lordkanzler von England und Erzbischof von Canterbury
- 08. August: Savaric FitzGeldewin, Bischof von Bath und Wells
- 17. August: Ludolf von Kroppenstedt, Erzbischof von Magdeburg
- 02. September: Hugo von Coligny, burgundischer Kreuzritter und Fürst von Coligny

### Genaues Todesdatum unbekannt
- Juni: Alexios Aspietes, byzantinischer Gouverneur und Militärbefehlshaber armenischer Herkunft
- Juni: Robert de Joinville, französischer Ritter
- nach 20. Juli: Balduin I., Graf von Flandern und Hennegau, Kaiser des Lateinischen Kaiserreichs (* 1172)
- Oktober: Gauthier I. de Villebéon, Großkammerherr von Frankreich (* um 1125)
- Heinrich von Hückeswagen, Graf von Hückeswagen (* vor 1176)
- Hugo IV., Graf von Saint-Pol
- Isabella I., Königin von Jerusalem und Markgräfin von Montferrat (* 1170)
- Norbert von Brandenburg, Bischof von Brandenburg
- Peter de Colechurch, englischer Geistlicher und Architekt
- Petrus von Poitiers, französischer Theologe (* um 1125/1130)
- Roman, ruthenischer Fürst, Gründer des Fürstentums Halytsch-Wolodymyr (* 1150)
- Sibylle von Acerra, Königin von Sizilien (* 1153)
- Ulrich von Berg, deutscher Adliger (* 1166)